# La Pêche, Quebec

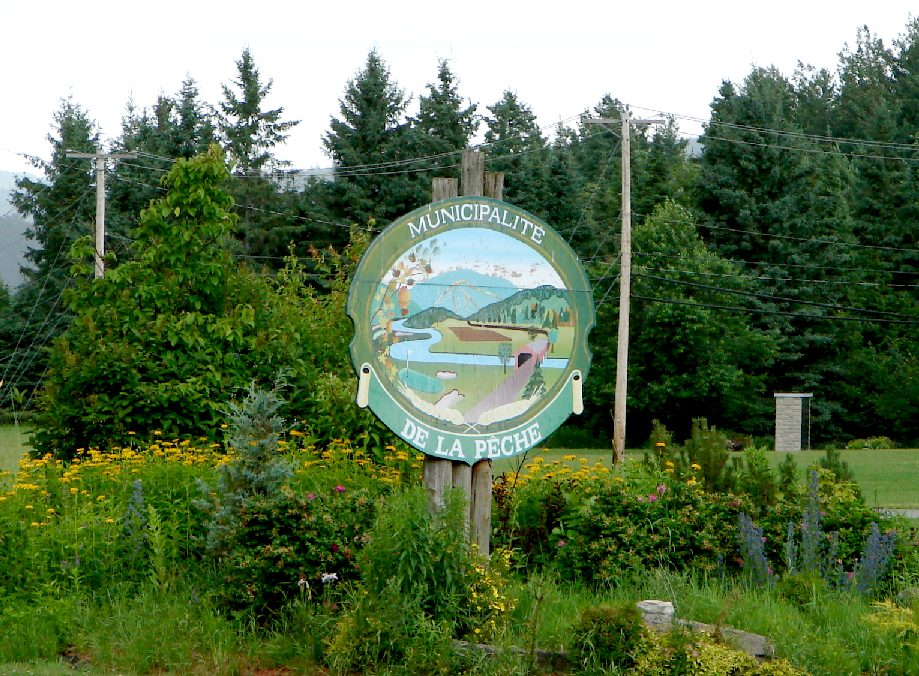
Carretera 105 en Alcove.

La Pêche (pronunciado /la pɛːʃ/, localmente /la paɪ̯ʃ/) es un población a lo largo de ambos lados del Río Gatineau en dentro del municipio regional de condado (MRC) Colinas de Outaouais (región de Outaouais), en la provincia de Quebec, Canadá, aproximadamente a 30 kilómetros (19 mi) norte del centro Gatineau.
Comprende los pueblos y comunidades siguientes:
- Duclos
- East-Aldfield
- Edelweiss
- Farrellton
- Wolf Lake
- Lascelles, Rupert y Alcove
- Sainte-Cécile-de-Masham
- Saint-François-de-Masham
- Saint-Louis-de-Masham
- Wakefield

Limítrofe por el lado del norte del Gatineau Park, La Pêche proporciona puntos de acceso múltiple a este parque.
La Pêche fue declarado municipio justo de Canadá el 9 de noviembre de 2007.